# Stefano Lombardi
Stefano Lombardi (Pordenone, 28 luglio 1976) è un allenatore di calcio ed ex calciatore italiano, di ruolo difensore.

## Carriera
Lombardi ha militato in tredici squadre, collezionando 21 presenze in Serie A (con Lazio, Perugia, Ancona e Ascoli) e 116 presenze, con 2 reti, in Serie B, ottenendo tre promozioni nella massima serie con Bologna, Napoli e Ancona.
Nella stagione 2006-2007 Lombardi gioca con l'Ascoli, totalizzando 10 presenze e 825 minuti di gioco nella stagione della retrocessione dell'Ascoli in B. Nell'estate del 2007 passa al Modena sottoscrivendo un contratto triennale. Nel marzo del 2009 rescinde il suo contratto con la squadra emiliana, nella quale non ha mai potuto contribuire alla causa soprattutto per via dei suoi numerosi infortuni.
Terminata la carriera agonistica, Lombardi intraprende quella di allenatore guidando inizialmente la formazione Juniores della Sacilese per essere promosso, in seguito, in prima squadra.
Dal 2017 Lombardi allena la prima squadra del Portomansuè nel campionato veneto di Promozione, portando la squadra a vincere il proprio girone con nove punti di vantaggio dal più blasonato Treviso.

## Palmarès

### Club

#### Competizioni nazionali
- Coppa Italia Dilettanti: 1

Treviso: 1992-1993
- Campionato Nazionale Dilettanti: 1

Treviso: 1994-1995
- Campionato italiano di Serie B: 1

Bologna: 1995-1996
- Campionato italiano Serie C1: 1

Treviso: 1996-1997
- Supercoppa italiana: 1

Lazio: 1998

### Competizioni internazionali
- Coppa delle Coppe: 1

Lazio: 1998-1999